# Рахматуллин, Дамир Аудахович
Дамир Аудахович Рахматуллин (11 августа 1961) — советский, российский и узбекский футболист, выступавший на позициях защитника и полузащитника.

## Биография
Родился 11 августа 1961 года. С детства занимался футболом. Взрослую карьеру начал в 1983 году в команде «Нефтяник» из Ферганы. Провёл около 100 матчей в высшей лиге узбекского футбола за «Темирйулчи» и «Атласчи».
Завершил карьеру игрока в 90-х, но в 2000-е возобновил её ради выступлений за ФК «Нефтехимик» (Салават) на любительском уровне.
Работает детско-юношеским тренером.